# Gorgopas
Gorgopas (m. 195 a. C.) era uno de los comandantes espartanos de la guarnición de Gitión durante la Guerra contra Nabis. Durante dicha guerra, los romanos y sus aliados sitiaron Gitión. Después de unos días de lucha, el compañero de comandancia de Gorgopas, Dexagóridas, dijo al legado romano que estaba dispuesto a rendir la ciudad. Cuando Gorgopas lo descubrió, mató a Dexagóridas con sus propias manos. Gorgopas siguió mandando en la ciudad, pero cuando el comandante en jefe romano Tito Quincio Flaminino llegó con refuerzos, Gorgopas se rindió a condición de que él y la guarnición pudieran volver a Esparta sanos y salvos. Nada más se volvió a oír de él.